# Wola Łuszczewska
Wola Łuszczewska [ˈvɔla wuʂˈt͡ʂɛfska] est un village polonais de la gmina de Błonie situé dans le powiat de Varsovie-ouest et dans la voïvodie de Mazovie, dans le centre-est de la Pologne.